# Parque nacional de Kodar
Parque nacional de Kodar (en ruso: Национальный парк «Кодар») se encuentra en los montes de Kodar en Rusia, a unos 500 kilómetros al noreste del lago Baikal. El parque abarca variaciones extremas en el terreno: laderas alpinas escarpadas («Kodar» en el idioma indígena evenks significa «empinado»), más de 570 lagos alpinos, glaciares de baja altitud, volcanes y un pequeño desierto aislado rodeado de bosque de taiga.
El parque se creó oficialmente el 8 de febrero de 2018, para preservar el complejo natural único de bosques de taiga de montaña en las cuencas de los ríos Vitim y Chara. El parque está situado en el distrito administrativo (raión) de Kalar, en el Krai de Zabaikalie.

## Topografía

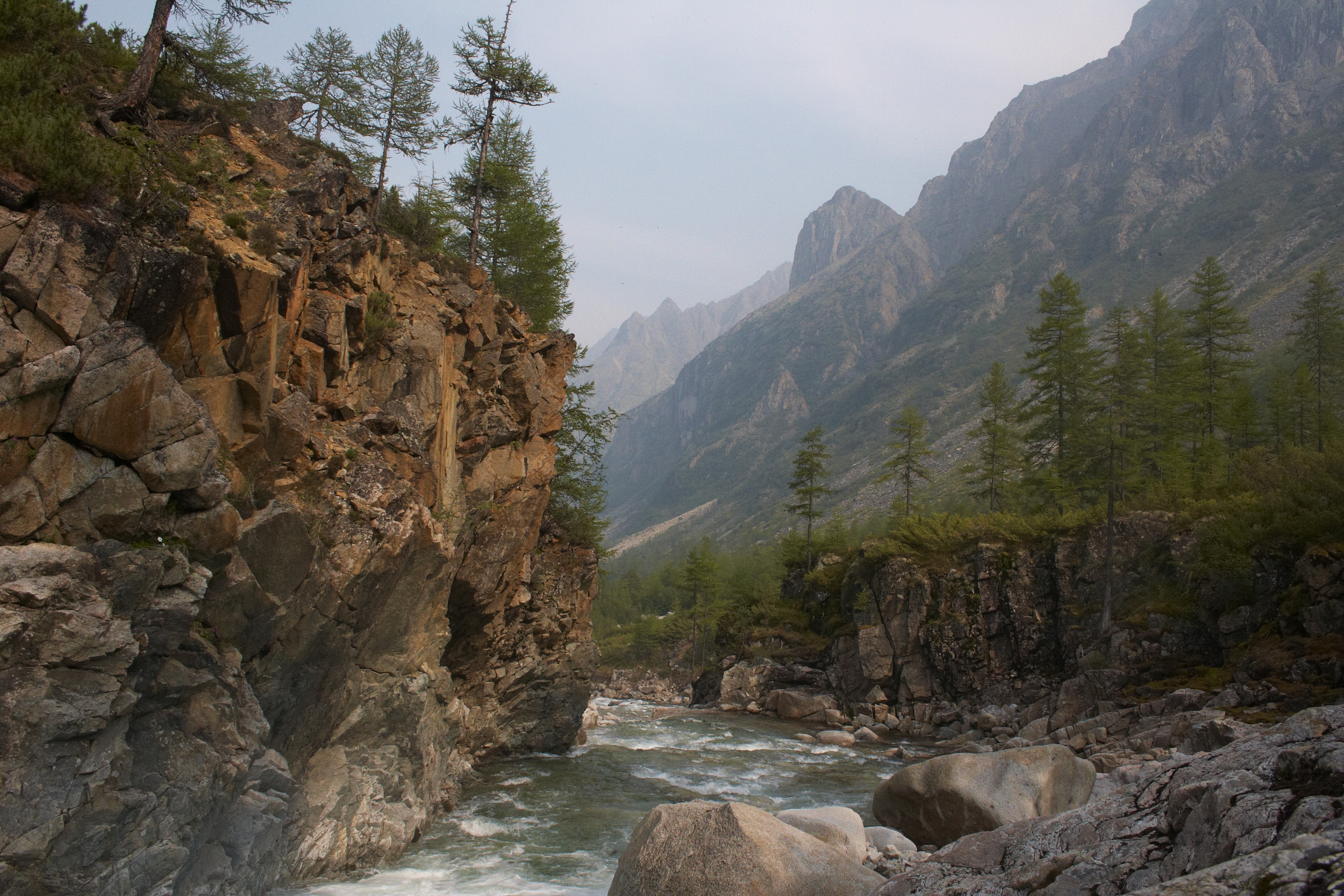
Valle del río Sakukan

El parque tiene dos sectores. El sector norte (3383 km²) corre de norte a sur en la cordillera de Kodar, a lo largo del límite este de la Reserva Natural de Vitim, que también forma el límite noreste del Óblast de Irkutsk, y la cima de la cordillera de Kodar. Este sector tiene unos 120 kilómetros de norte a sur y 30 kilómetros de oeste a este. Incluye el pico más alto de la cordillera de Kodar, Pik BAM (3072 metros). Un espolón de esta región hacia el este cubre las Arenas de Chara, un macizo de arena cubierto de dunas, que mide 10 por 5 kilómetros, que forma un pequeño desierto de dunas completamente aislado en el valle del río Chara.
El sector sur (1953 km²) se asienta sobre la cuenca del valle del río Chara e incluye el campo volcánico de la meseta de Udokan.

## Clima y ecorregión
Debido a los abruptos cambios de altitud en poca distancia, Kodar ocupa dos ecorregiones claramente diferenciadas. Las altitudes más altas se encuentran en la ecorregión de la Tundra de montaña del transbaikal. Las elevaciones más bajas se encuentran en la ecorregión de la taiga de Siberia Oriental.
El clima del parque es marcadamente continental, clasificado como clima subpolar, con inviernos secos (clasificación climática de Köppen (Dfb)). Este clima se caracteriza por veranos templados (solo 1 a 3 meses por encima de los 10 °C (50,0 °F)) e inviernos fríos con precipitaciones mensuales inferiores a la décima parte del mes de verano más lluvioso.

## Flora y fauna
La diversidad de especies es relativamente alta para la latitud, debido a la zonificación y ubicación a gran altitud en la transición entre las ecorregiones alpina y taiga. Los estudios de flora y fauna de la región se encuentran en sus primeras etapas; en estudios preliminares los científicos han registrado 350 especies de plantas, 47 de mamíferos, 150 de aves, 23 de peces, 2 de anfibios y más de 350 especies de insectos. Las especies más notables incluyen la marmota de cabeza negra (Marmota camtschatica) y el borrego cimarrón siberiano (Ovis nivicola).

## Uso público
Las regiones montañosas del parque requieren un permiso de visitante, disponible en el sitio web del parque. Como un parque nuevo, hay pocas instalaciones desarrolladas. La sede del parque se encuentra en el pueblo rural de Chara, que está justo al norte de las arenas de Chara.